# 匈牙利激进党
匈牙利激进党（匈牙利語：Magyar Radikális Párt，缩写为MRP）是匈牙利历史上的一个中间偏左的激进主义政党。1945年3月3日，该党成立。1949年，该党停止活动，但名义上仍然存在。1989年3月3日，该党重建。1998年10月21日，该党解散。该党曾参加匈牙利独立人民阵线。